# 角金线鲃
角金线鲃又名角金線魮（学名：Sinocyclocheilus angularis，俗名肩膀鱼）为輻鰭魚綱鯉形目鲤科金线鲃属的其中一種鱼类，體長可達6.7公分，被IUCN列為次級保育類動物。
在中国，角金线鲃分布于貴州省，棲息在洞穴中。该物种的模式产地在贵州盘县溶洞的水体中。

## 扩展阅读
維基物種上的相關：角金线鲃